# Крепость Имитоса

«Крепость Имитоса», Афины.

«Крепость Имитоса» (греч. Κάστρο του Υμηττού) — событие и историческое здание, закрепившееся под этим именем в истории греческого Сопротивления благодаря греческой поэзии.

## Событие

Памятная доска.

К началу 1944 года городские отряды ЭЛАС практически контролировали пригороды Афин, что выделяло на тот момент греческую столицу на фоне других оккупированных столиц Европы. Оккупационные войска совершали налёты в пригороды, как правило в дневное время суток.
28 апреля 1944 года оккупационные войска совершили на рассвете налёт в афинский пригород Имитос в предгории Имитоса, основанный в 1924 году греческими беженцами из Малой Азии. Основной целью налёта, после получения оккупационными властями соответствующей информации, был склад оружия и боеприпасов в скромном домике квартала. Окружённые двумя сотнями солдат Вермахта и коллаборационистами трое юношей членов ЭПОН (молодёжной организации ЭАМ), в составе городских отрядов ЭЛАС Афин, командир взвода Димитрис Авгерис и бойцы Костас Фолтопулос и Танос Киокменидис, не сдались и приняли бой. Бой длился 7 часов, пока трое защитников не пали до последнего.
Осаждающие с удивлением обнаружили, что защитников было только трое. Забрав трупы защитников и своих убитых и раненных, немцы и коллаборационисты покинули квартал. Ночью разрушенные стены домика были расписаны: «Путник, проходя у дома трёх героев Имитоса, преклони колено, сожми кулаки и поклянись отомстить». «Здесь героически пали Д. Авгерис, К. Фолтопулос, Т. Киокменидис».
Командование Первого корпуса ЭЛАС, в своём приказе от 29 апреля 1944 года писало: «…Командир взвода Авгерис Димитрис и бойцы Фолтопулос Константинос и Киокменидис Афанасиос 28.4.44 там, в домике Имитоса, воздвигли памятник Славы… Холокост (Ολοκαύτωμα) этих достойных и прекрасных бойцов ЭЛАС Афин факелом патриотизма зажигает наши души в эти дни… Вечная память трём мужественным…».

## Память

Рельефная доска выполненная по фотографиям 3 героев Имитоса.

Отмеченное греческой поэзией, это событие остаётся одним из более известным, наряду с аналогичными событиями в Афинах 1944 года, как например «холокост 10 партизан ЭЛАС 23 июля в районе Калитея по улице Бизани, 10» (Το ολοκαύτωμα της οδού Μπιζανίου, αριθμός 10) (см. Бой на улице Бизани).
После стихотворения поэтессы Софии Мавроиди-Пападаки, написавшей ранее гимн ЭЛАС, за этим домиком закрепилось имя «Крепость Имитоса»: «Крепостью он не был, но выстоял как крепость…»
«Крепость Имитоса» избежала сноса и застройки в послевоенные годы, была выкуплена муниципалитетом Имитос и получила статус дома-музея.
Память трёх юношей ЭПОН отмечается каждый год 28 апреля у «Крепости Имитоса» компартией Греции, Коммунистической молодёжью Греции и организациями ветеранов Греческого Сопротивления.